# مارك بيري (لاعب كرة قدم بريطاني)
مارك بيري (بالإنجليزية: Mark Perry)‏ (7 فبراير 1971 في المملكة المتحدة - ) هو لاعب كرة قدم بريطاني في مركز الدفاع. لعب مع دندي يونايتد ونادي أبردين ونادي روس كاونتي وCove Rangers F.C. ‏ ونادي كيث ‏ ونادي بيترهيد ‏.

## وصلات خارجية
- مارك بيري على موقع قاعدة بيانات كرة القدم.إي يو (الإنجليزية)
- مارك بيري على موقع Soccerbase.com (لاعب) (الإنجليزية)